# Monument aux Défenseurs de l'Arctique soviétique pendant la Grande Guerre patriotique
Le monument aux Défenseurs de l'Arctique soviétique pendant la Grande Guerre patriotique (en russe : Защитникам Советского Заполярья в годы Великой Отечественной войны (Zachtchitnikam Sovetskogo Zapoliaria v gody Velikoï Otetchestvennoï voïny)) est une statue de 35,5 mètres de hauteur située à Mourmansk, ville de la péninsule de Kola, en Russie, au-delà du cercle polaire. Elle est surnommée par les habitants de la région Aliocha (en russe : Алёша), diminutif affectueux du prénom Alexeï.
C'est la statue la plus haute de Russie après celle de la Mère-Patrie de Volgograd (ex-Stalingrad).
Le monument a été érigé en 1974 non loin du lac Semionovskoïe, au nord de la ville, en mémoire des défenseurs de l'Armée soviétique de la région arctique pendant la Grande Guerre patriotique.

## Historique
À l'origine, il est décidé d'ériger un monument pour le trentenaire de la défaite des troupes allemandes dans l'Arctique, sur la place des Cinq-Angles en centre-ville, mais finalement c'est le haut de la colline du Cap-Vert qui domine la ville et le fjord de Mourmansk de ses 173 mètres qui est choisi, non loin du lac Semionovskoïe. La construction commence en mai et la statue est inaugurée le 30 octobre 1974. L'architecte du projet est I. A. Pokrovski et le sculpteur Isaak Davidovitch Brodski (1923-2011). Le croiseur Mourmansk salue l'événement par trente salves d'honneur.
Le 9 mai 1975, anniversaire du trentenaire de la signature de la fin de la Seconde Guerre mondiale par l'URSS, la dépouille d'un soldat inconnu est solennellement enterrée au pied de la statue près de la flamme éternelle.
En octobre 2004, pour le 60e anniversaire de la victoire de l'Arctique, une plaque mémorielle est apposée avec une capsule contenant de la terre des autres villes héros.

## Description
La statue de 35,5 mètres représente un soldat en grand manteau d'hiver sur un socle de 7 mètres, pour un poids total de plus de 5 000 tonnes. La statue est tournée vers l'ouest, vers la vallée de la Gloire, où se déroulèrent les combats les plus âpres contre la Wehrmacht, au bord de la rivière Zapadnaïa Litsa qui marquait la frontière entre les forces allemandes et finlandaises à l'ouest et l'Armée rouge à l'est, de 1941 à 1944.

Près de la statue se trouvent une pyramide qui symbolise un drapeau en berne en signe de deuil, ainsi qu'une stèle avec l'inscription suivante : 

« Défenseurs de l'Arctique – combattants de la 14e armée, de la 19e armée, de la flotte du Nord à la Bannière rouge, de la 7e force aérienne, des troupes garde-frontières des 82e et 100e régiments et des partisans résistants du Mourman soviétique, de l'Arctique bolchévique, des Explorateurs polaires, du groupe “du Stalinien” et du groupe “du Bolchévique” : gloire soit à eux pour la défense de cette terre. »

## Galerie

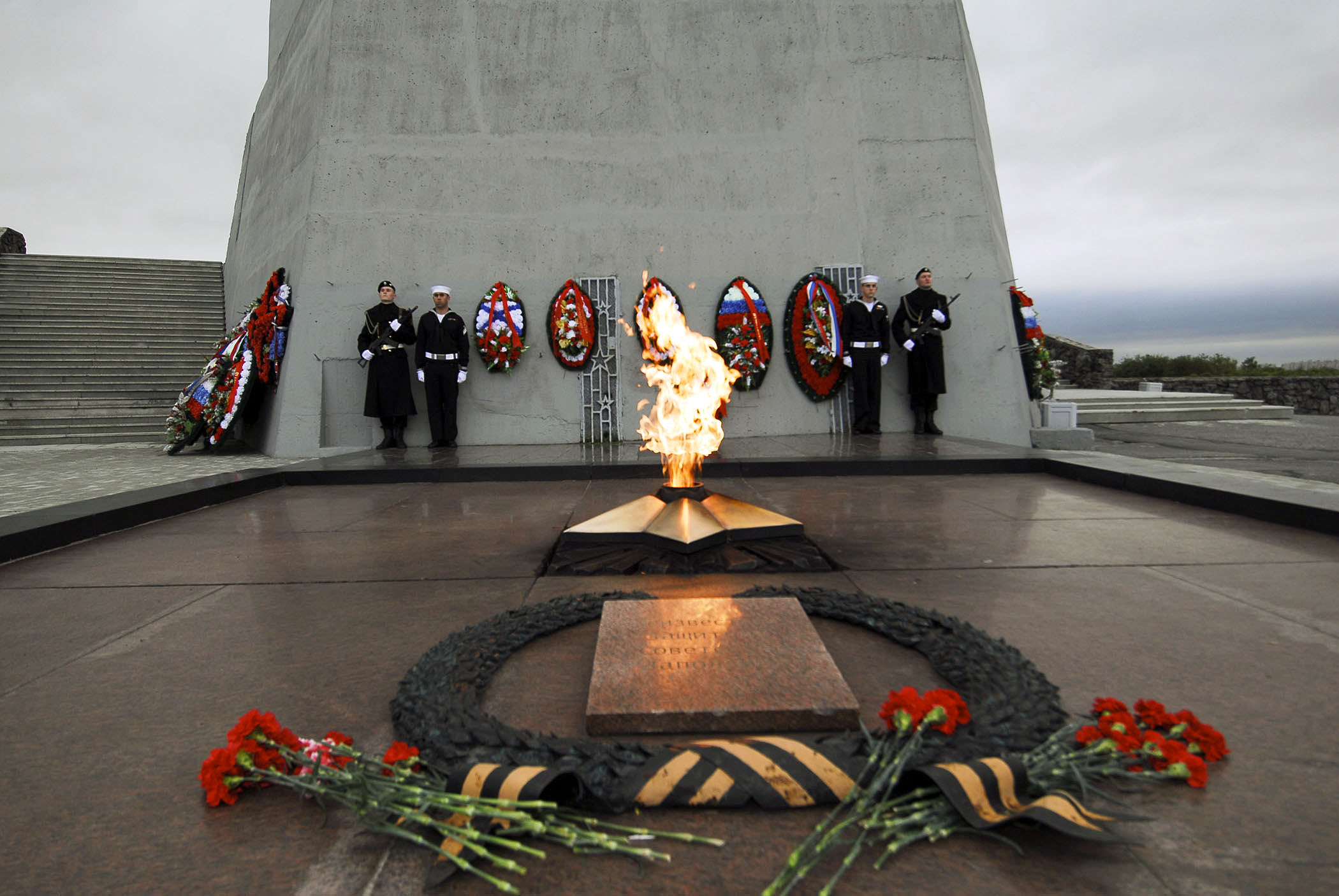
La flamme au pied de la statue.
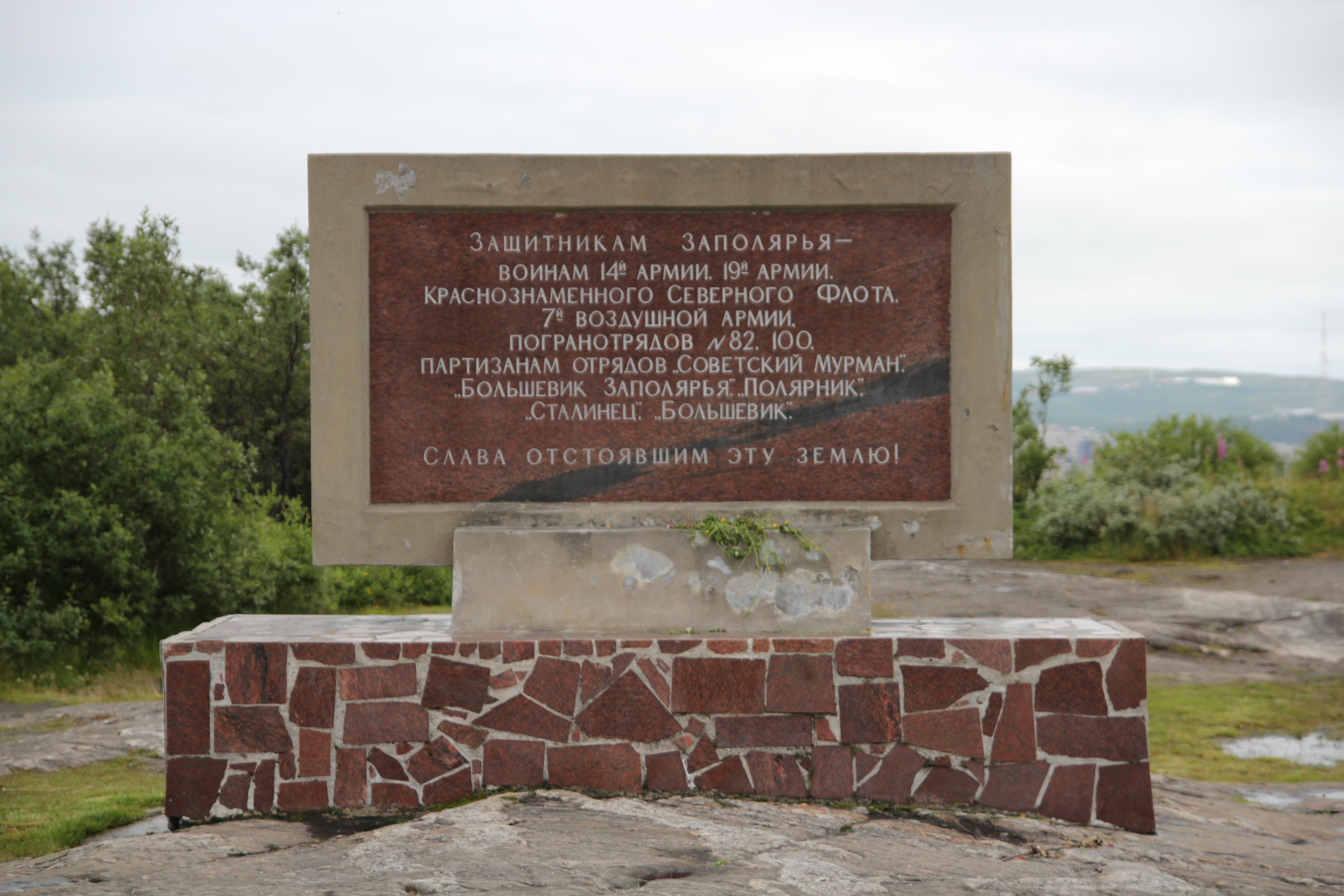
La stèle.
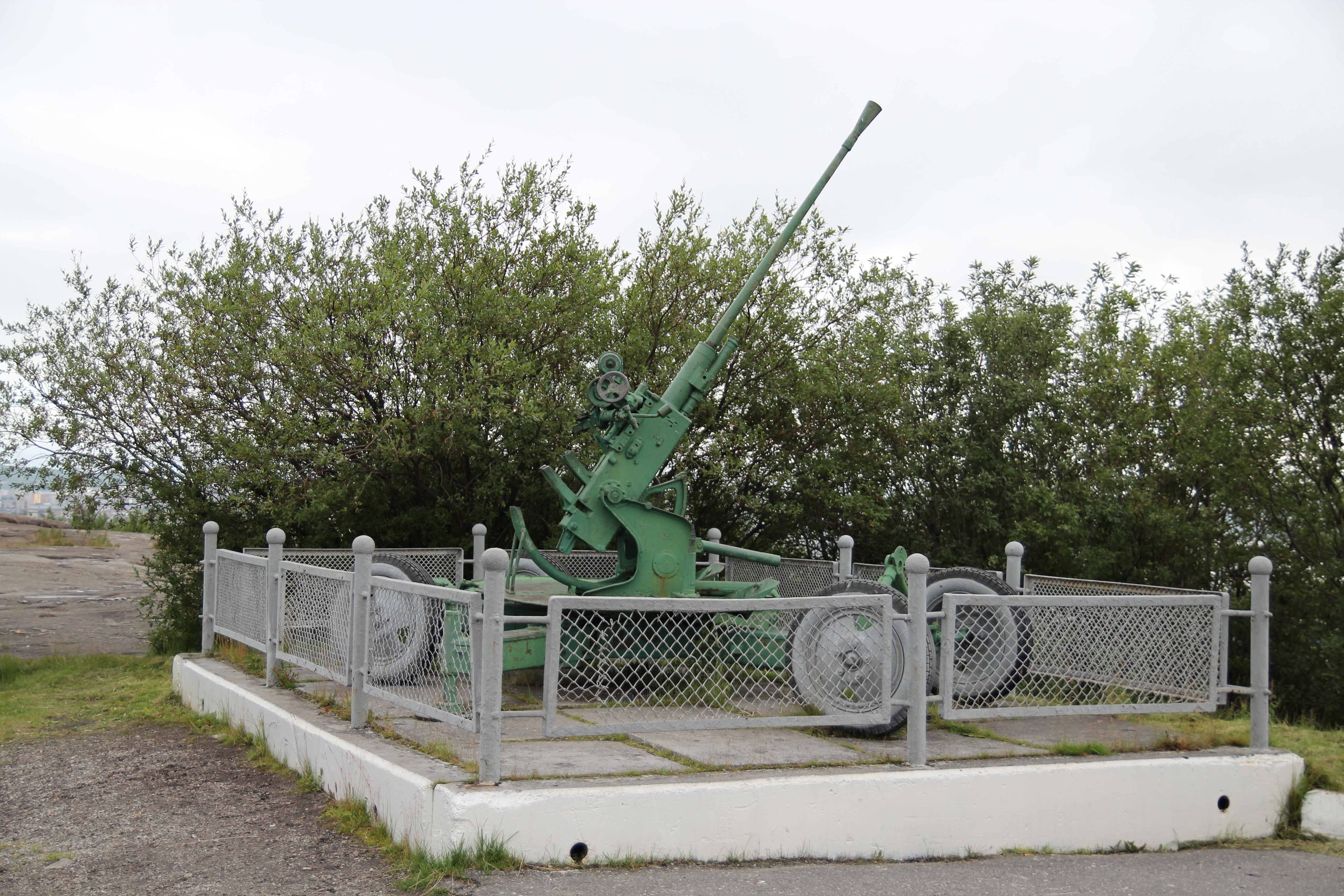
Un canon anti-aérien M1939 exposé à proximité.